# Elena Valenciano
María Elena Valenciano Martínez-Orozco (ur. 18 września 1960 w Madrycie) – hiszpańska polityk, parlamentarzystka krajowa, deputowana do Parlamentu Europejskiego V, VI i VIII kadencji.

## Życiorys
Absolwentka Uniwersytetu Complutense w Madrycie. Działalność polityczną rozpoczęła w drugiej połowie lat 70. w ramach socjalistycznej młodzieżówki Juventudes Socialistas de España, a następnie w Hiszpańskiej Socjalistycznej Partii Robotniczej. Pełniła różne funkcje w strukturach tego ugrupowania.
W 1999 i 2004 uzyskiwała mandat deputowanej do Parlamentu Europejskiego V i VI kadencji. Zasiadała w Grupie Socjalistycznej, pracowała m.in. w Podkomisji Praw Człowieka oraz w Komisji Rozwoju.
Z Europarlamentu odeszła w 2008 w związku z wyborem w skład Kongresu Deputowanych IX kadencji, niższej izby Kortezów Generalnych, utrzymując mandat również w 2011. W 2014 ponownie z listy PSOE została wybrana na posłankę do Parlamentu Europejskiego.